# جی.اچ. وایمن
جویل «جی. اچ.» وایمن (به انگلیسی: Joel "J. H." Wyman) نام یک نویسنده،بازیگر،کارگردان و تهیه‌کننده کانادایی متولد آمریکا می‌باشد .وی در برنامه‌های برجسته ای همچون راز آقای رایس، فرینج و آلموست هیومن نویسندگی و تهیه‌کنندگی کرده‌است.